# Niemieckie Centrum PEN

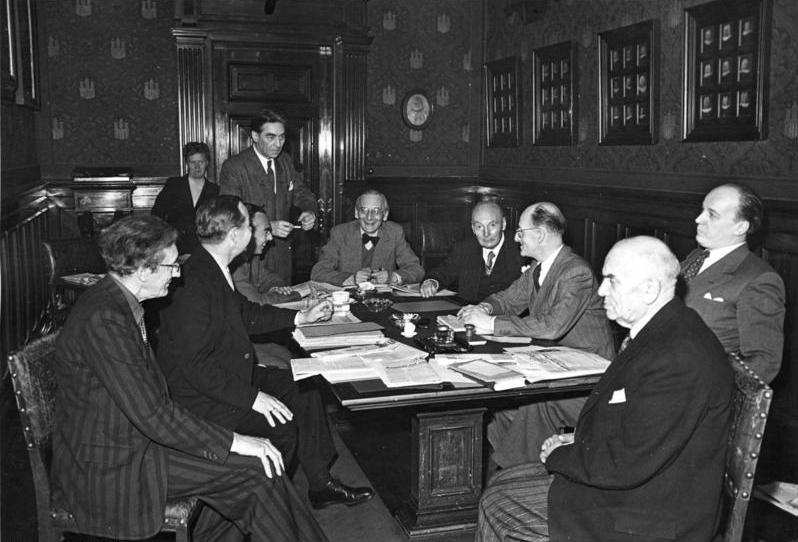
Pierwszy powojenny Kongres Niemieckiego Centrum PEN, Hamburg, 12 kwietnia 1949 r.

PEN-Zentrum Deutschland jest niemieckim stowarzyszeniem pisarzy. Skrót PEN (od ang. PEN Club: pen – pióro oraz skrót pierwszych liter słów: Poets, Essayists, Novelists) oznacza „Poeci, Eseiści, Powieściopisarze”.
Po założeniu PEN Club w 1921 roku w Anglii, stowarzyszenie powstało również w wielu innych krajach. W 1924 roku niemieccy autorzy powołali do życia Niemieckie Centrum PEN, które jest członkiem Międzynarodowego PEN (PEN International) i ma siedzibę w Darmstadt. Dyrektorem niemieckiego stowarzyszenia jest od 28 kwietnia 2017 Regula Venske.

## Działalność
Podobnie jak w Międzynarodowym PEN, głównym zamysłem pracy stowarzyszenia niemieckiego jest angażowanie się w ochronę wolności w kulturze, czyli wolną i otwartą wymianę poglądów oraz swobodne wyrażanie myśli. Między innymi w tym celu Niemieckie Centrum PEN prowadzi dwa programy centralne: Writers in Prison („Pisarze w więzieniu”, od 2012 roku prowadzone przed wicedyrektora Saschę Feucherta) oraz Writers in Exile („Pisarze na wygnaniu”, prowadzone od 2013 przez wicedyrektor Franziskę Sperr), oba w ścisłym porozumieniu z Międzynarodowym PEN i klubami krajów, z których pochodzą prześladowani ludzie pióra.
Głównymi metodami programu Writers in Prison („Pisarze w więzieniu”), stosowanymi w celu uwalniania politycznie prześladowanych pisarzy są kampanie listowe i bezpośrednie przemowy do wpływowych osób. Program Writers in Exile („Pisarze na wygnaniu”) przyjmuje prześladowanych pisarzy i daje im szansę na to, aby mogli żyć bezpiecznie i dalej pracować jako pisarze. Ta działalność Centrum wspierana jest przez Ministerstwo Spraw Zagranicznych Republiki Federalnej Niemiec. Programem zainteresowane są ponadto miasta Norymberga i Monachium, które zapewniają mieszkania prześladowanym.
Od 1985 roku Niemieckie Centrum PEN przyznaje Medal Hermanna Kestena dla szczególnie zasłużonych autorów, w myśl idei Międzynarodowego PEN, przy czym sam PEN uważa się za „Głos prześladowanych i tłumionych autorów”.

## Historia Niemieckiego Centrum PEN

### Republika Weimarska
W 1924 roku niemieccy pisarze założyli w obrębie Międzynarodowego PEN niemiecki oddział pod kierownictwem Ludwiga Fuldy. Początkowo było to społeczne i socjalne stowarzyszenie tradycyjnych i konserwatywnych autorów. Mimo iż grupa ta w czasie I wojny światowej aktywnie wspierała niemiecki szowinizm i patriotyzm, to Międzynarodowy PEN Club i jego założyciel John Galsworthy byli gotowi pominąć ten fakt, by rozszerzyć swoją niepolityczną, społeczną aktywność na Niemcy. W 1926 roku niemiecki PEN urządził międzynarodowy kongres w Berlinie, który był pierwszą międzynarodową konferencją w Niemczech po pierwszej wojnie światowej. Dlatego Ministerstwo Spraw Zagranicznych wykorzystało niemiecki PEN jako przedłużenie ręki niemieckiej polityki zewnętrznej, ponieważ samo po Traktacie wersalskim nie miało żadnych większych i bezpośrednich wpływów.
Ludwiga Fuldę zastąpił jesienią 1927 roku Theodor Däubler. Jednak wskutek ciężkiej choroby otrzymał on w 1931 roku wsparcie w osobie Waltera Bloema jako równouprawnionego dyrektora. W 1932 roku Bloem został w tej roli zastąpiony przez Alfreda Kerra. Däubler umarł w 1934 roku.
Od 1930 roku Niemieckie Centrum PEN zwróciło na siebie uwagę, ponieważ wbrew statutowi Międzynarodowego Klubu PEN i osobistej praktyce założyciela Galsworthy'ego, stanowczo opowiadało się za prawami pisarzy. Naruszało to podstawową zasadę apolityczności stowarzyszenia, pierwotnie założonego jako klubu czysto społecznego. Powodem był zakaz ekranizacji powieści Remarque'a „Na Zachodzie bez zmian”. Ta tendencja wywodząca się z Niemiec została początkowo odrzucona na całym świecie. Jednak w 1932 roku na międzynarodowym kongresie po raz pierwszy została przyjęta większością głosów polityczna uchwała i po wydarzeniach z roku 1933 w Niemczech, PEN musiał zrezygnować ze swojej apolitycznej postawy.

### Czas nacjonalizmu
W 1933 roku Alfred Kerr zaraz po objęciu władzy przez Adolfa Hitlera udał się za granicę. Po ucieczce Kerra nagle został stworzony zarząd z Hannsem Martinem Elsterem, Herwarthem Waldenem i ciężko chorym Theodorem Däublerem. W kwietniu członkowie buntu kultury niemieckiej wywodzącego się od Rosenberga dołączyli do klubu, chociaż nie byli oni ani pisarzami, ani publicystami w związku PEN. Zebranie, na którym odbyły się nowe wybory, zostało stłumione przez oddziały szturmowe. Przy drugiej rundzie głosowania prawie wszyscy członkowie PEN opuścili w pośpiechu budynek. 
Jako zaświadczenie legalności wybory zostały zamaskowane jako wewnętrzny proces. W styczniu 1934 roku powstała nowa jednostka – Liga Narodowych Pisarzy (Union nationaler Schriftsteller), pod przewodnictwem Hannsa Johsta, późniejszego prezydenta Izby Piśmienniczej przy Reichskulturkammer i Gottfrieda Benna. Według planów Josepha Goebbelsa Unia, jak i później utworzony Europejski Związek Pisarzy miały stanowić konkurencję dla Międzynarodowego PEN-Clubu. Liga Narodowych Pisarzy była przeciw bezczynności i krytykowała palenie książek w Niemczech w 1933 w narodowych związkach. W listopadzie 1933 rok doszło do samowykluczenia. 
W okresie nacjonalizmu w 1934 emigrujący pisarze niemieccy powołali do życia Centrum Niemieckojęzycznych Pisarzy na Emigracji (Centre of German Writers Abroad) z siedzibą w Londynie. Już w grudniu 1933 roku Lion Feuchtwanger, Ernst Toller, Max Herrmann-Neiße oraz Rudolf Olden powołali niezależną grupę PEN na emigracji. Na pierwszego prezydenta wybrany został Heinrich Mann (Paryż), a na sekretarza Rudolf Olden (Oxford). Klub został zatwierdzony w 1934 roku przez Międzynarodowy PEN-Club na XII Międzynarodowym Kongresie w Glasgow, co stanowiło akt akceptacji dla kulturalnego prestiżu pisarzy ubiegających się o przynależność do Międzynarodowego Klubu. W jego szeregi wstąpili: Georg Bernhard, Bruno Frank, Oskar Maria Graf, Klaus Mann, Ludwig Marcuse, później Tomasz Mann, Johannes R. Becher, Bertolt Brecht, Anna Seghers, Hermann Kesten. 
PEN na emigracji wielokrotnie przekształcał swoją nazwę. Najpierw za nazwę służyła Deutsche Gruppe des Internationalen PEN, potem German Anti-Nazi Group potem Centrum Niemieckich Pisarzy za Granicą (Centre of German Writers Abroad) oraz do 2002 roku jako Centrum Niemieckojęzycznych Pisarzy za Granicą (P.E.N.-Zentrum deutschsprachiger Autoren im Ausland). Niemiecki PEN na Emigracji funkcjonował w nieco inny sposób niż pozostałe kluby, zrezygnował z corocznych spotkań, nie odbywał konferencji, nie planował kongresów, nie pobierał składek członkowskich. W pierwszym okresie działalności nie wystawiał nawet legitymacji. Po przyłączeniu Austrii i austriackiego PEN-u przy niemieckiej Nazi-Organizacji, utworzono nowy międzynarodowy Austriacki PEN-Klub (Austrian Group). Prezydentem został Franz Werfel.

### Okres po wojnie
W 1948 roku w Getyndze powstało nowe Centrum PEN. W 1949 roku autorzy obu państw niemieckich zorganizowali się w jednym Centrum. W 1951 autorzy wschodnich Niemiec odeszli z Klubu, tworząc własny związek.
W 1960 roku pisarze oraz niektórzy funkcjonariusze władz NRD raz jeszcze próbowali zainicjować współpracę. Zaprosili członków obu Klubów na XII posiedzenie Centrum. Po przybyciu wszystkich gości policja zakazała spotkania. Do zaplanowanych dyskusji nie doszło.

## Prezydenci Niemieckiego PEN-Clubu

### PEN-Zentrum Deutschland (od 1924)
- Ludwig Fulda 1924–1927
- Theodor Däubler 1927–1934, Walter Bloem 1931, Alfred Kerr 1932 do lutego 1933
- Hanns Martin Elster, Theodor Däubler i Herwarth Walden luty do kwietnia 1933
- Hanns Johst, Horst Hinkel, Rainer Schlosser od 23 kwietnia 1933

### PEN-Zentrum Deutschland (1948 do 1951)
- Hermann Friedmann, Ernst Penzoldt i Johannes Tralow 1948–1949
- Hermann Friedmann, Johannes R. Becher i Erich Kästner 1949–1951
- Johannes Tralow, Johannes R. Becher i Günther Weisenborn 1951

### Ostdeutsches PEN-Zentrum (Niemiecka Republika Demokratyczna)
Centrum w NRD często zmieniało swą nazwę, zmiany zaznaczono kursywą
- Johannes Tralow, Johannes R. Becher i Rüdiger Syberberg 1951–1953 – PEN-Zentrum Deutschland
- Johannes Tralow i Bertolt Brecht 1953–1956 – Deutsches PEN-Zentrum Ost und West
- Arnold Zweig 1957–1970 – PEN-Zentrum Deutsche Demokratische Republik (od 1967)
- Heinz Kamnitzer 1970–1989
- Heinz Knobloch 1990
- Dieter Schlenstedt 1991–1998 – Deutsches PEN-Zentrum (Ost)

### Deutsches PEN-Zentrum (Republika Federalna Niemiec)
- Erich Kästner 1951–1962
- Bruno E. Werner 1962–1964 (protesty w sprawie afery Spiegela)
- Dolf Sternberger 1964–1970
- Heinrich Böll 1970–1972 (nie kandydował powtórnie ze względu na wybór na Prezydenta Międzynarodowego PEN-Clubu)
- Hermann Kesten 1972–1976
- Walter Jens(inne języki) 1976–1982
- Martin Gregor-Dellin(inne języki) 1982–1988
- Carl Amery(inne języki) 1989–1991
- Gert Heidenreich 1991–1995
- Ingrid Bachér 1995–1996
- Karl Otto Conrady 1996–1998

### PEN-Zentrum Deutschland (od 1998)
- Christoph Hein 1998–2000
- Said 2000–2002
- Johano Strasser 2002–2013
- Josef Haslinger 2013–2017
- Regula Venske od 28 kwietnia 2017

## Literatura
- Dorothée Bores: Das ostdeutsche P.E.N.-Zentrum 1951 bis 1998. Ein Werkzeug der Diktatur?, Berlin 2010, ISBN 978-3-11-023385-8.
- Dorothée Bores, Sven Hanuschek (Red.): Handbuch PEN. Geschichte und Gegenwart der deutschsprachigen Zentren. Walter de Gruyter, Berlin/ Boston 2014, ISBN 978-3-11-026067-0.
- Bernt Engelmann (Red.): Literatur des Exils. Eine PEN-Dokumentation [über Herbsttagung des P.E.N.-Klubs]. München 1981, ISBN 3-442-06362-0.
- Martin Gregor-Dellin (Red.): P.E.N., Bundesrepublik Deutschland. Seine Mitglieder, seine Geschichte, seine Aufgaben. München 1978, ISBN 3-442-03682-8.
- Sven Hanuschek: Geschichte des bundesdeutschen PEN-Zentrums von 1951 bis 1990. Niemeyer, 2004, ISBN 3-484-35098-9.
- Sven Hanuschek: P.E.N. Die Internationale Schriftstellervereinigung. Ihre Deutsche Geschichte, Ihre Aufgaben. Ausstellungskatalog. 2011.
- Ursula Heukenkamp (Red.): Unterm Notdach. Nachkriegsliteratur in Berlin 1945–1949, ISBN 978-3-503-03736-0.
- Helmut Peitsch: No politics? Die Geschichte des deutschen PEN-Zentrums in London 1933–2002. V & R unipress, 2006, ISBN 3-89971-304-4.
- Monika Wolting: Debata o połączeniu trzech niemieckich PEN-Clubów 1989–1998. W: Studia neofilologiczne IX, Red. Grzegorz Gwóźdź und Przemysław Sznurkowski. Częstochowa 2014, s. 5–22.
- Monika Wolting: Retoryka literacka versus semantyka terroru. Instytucje zrzeszające niemieckich literatów w latach 1933–1945. W: Studia nad autorytaryzmem i totalitaryzmem. Red. Marek Maciejewski, Tomasz Scheffler. Wrocław 2012, s. 105–118.